# Programma Voyager
Il programma Voyager (/ˈvɔjaʤer/) è un programma scientifico statunitense che ha condotto al lancio nel 1977 di due sonde spaziali, chiamate Voyager 1 e Voyager 2, per l'esplorazione del sistema solare esterno.
Nella fase iniziale del programma entrambe le sonde hanno osservato i pianeti Giove e Saturno. La sonda Voyager 2 è stata in grado di osservare anche i pianeti Urano e Nettuno sfruttando un allineamento planetario vantaggioso che si verificò alla fine degli anni settanta. A oggi (2022) Voyager 2 è l'unica sonda ad aver effettuato un passaggio ravvicinato di Urano e di Nettuno.
Entrambe le sonde hanno prodotto grandi quantità di informazioni sui giganti gassosi del sistema solare. In particolare i dati ottenuti da Voyager 2 sulla massa di Nettuno hanno consentito di porre limiti all'ipotetica esistenza di nuovi pianeti massicci situati oltre l'orbita di Plutone (un pianeta di questo tipo è detto comunemente Pianeta X). 
Attualmente le due sonde stanno fornendo dati utili a caratterizzare l'eliopausa, la regione in cui la pressione esercitata dalle particelle del vento solare diminuisce fino diventare pari a quella delle particelle provenienti dall'esterno del sistema solare.
A differenza delle sonde del Programma Pioneer, ormai non più funzionanti, entrambe le sonde Voyager continuano a trasmettere dati alle stazioni a terra mentre stanno viaggiando verso l'esterno del sistema solare. Le batterie termoelettriche a isotopi radioattivi di cui sono dotate consentono ancora diversi anni di vita operativa (stimata fino al 2025), anche se diversi strumenti sono stati via via disattivati per ridurre l'assorbimento di energia. A partire dalla fine del 2003 la sonda Voyager 1 ha iniziato l'attraversamento dell'eliopausa. Al 7 luglio 2013 si ritiene che la sonda si trovi in una regione del sistema solare denominata elioguaina. 
Voyager 1 ha raggiunto una distanza di 100 unità astronomiche (UA) dal Sole il 15 agosto 2006. Nel 2013 ha raggiunto una distanza di circa 125 UA dal Sole.
Voyager 2 ha raggiunto una distanza di 100 UA dal Sole il 7 novembre 2012.
Le due sonde sono state costruite presso il Jet Propulsion Laboratory, struttura finanziata dalla NASA. A bordo di ognuna di esse si trova una copia del Voyager Golden Record, un disco registrato che contiene immagini e suoni della Terra insieme a una selezione musicale. Sulla custodia del disco, anch'essa metallica, sono incise le istruzioni per accedere alle registrazioni in caso di ritrovamento.

## Sviluppo

### L'ideazione del "Grand Tour" e prime proposte per attuarlo

La traiettoria seguita dalle sonde Voyager.

La genesi del Programma Voyager può essere fatta risalire all'estate del 1965, quando lo Space Science Board (Comitato di scienza spaziale) della National Academy of Sciences indicò alla NASA due possibili strategie di esplorazione dei pianeti del sistema solare esterno: missioni di ricognizione verso ciascun pianeta oppure uno studio approfondito di Giove, con orbiter e sonde atmosferiche. Nell'ottobre dello stesso anno, Gary Flandro un ingegnere aerospaziale del Jet Propulsion Laboratory (JPL), pubblicò la scoperta che un allineamento tra i pianeti del sistema solare esterno (che si verifica una volta ogni 175 anni), avrebbe permesso ad un veicolo spaziale lanciato dalla Terra tra il 1976 ed il 1980 di eseguire quello che venne indicato come il "Grand Tour": sorvoli ravvicinati dei quattro giganti gassosi, sfruttando opportunamente l'effetto fionda gravitazionale di ciascun di essi per raggiungere il successivo e completare la missione in 12 anni rispetto ai 30 necessari per un volo diretto dalla Terra a Nettuno. Nel 1966, il JPL iniziò quindi a sviluppare una proposta di missione in tal senso, promossa da Homer Joe Stewart, a capo del settore pianificazione delle missioni per l'istituto.
Nel 1969, la NASA istituì l'Outer Planets Working Group (Gruppo di lavoro sui pianeti esterni), il quale raccomandò all'agenzia di sviluppare due missioni interplanetarie che prevedessero il sorvolo di tre pianeti ciascuna (ad ogni missione sarebbe corrisposto l'impiego di due sonde, per ridondanza): una diretta verso Giove, Saturno e Plutone, con lancio nel 1977; l'altra diretta verso Giove, Urano e Nettuno, con lancio nel 1979. A questa impostazione sarebbe corrisposta una durata inferiore per ciascuna missione rispetto al compimento del Grand Tour con un unico velivolo, alleviando le difficoltà nella progettazione delle sonde. Andrew J. Butrica, tuttavia, attribuisce tale raccomandazione anche alle modalità con cui i membri del gruppo di lavoro furono selezionati: ciascun centro di ricerca della NASA aveva inviato due propri rappresentanti che, nel valutare le proposte, tennero conto degli interessi dei centri di ricerca stessi, i quali in ultimo sarebbero stati incaricati di costruire le navicelle. A suo dire, quindi, fu ciò che li guidò nel caldeggiare una soluzione che prevedeva un numero di sonde maggiori rispetto alla possibilità offerta dal Grand Tour di utilizzare un unico veicolo. Considerato il successo del Programma Mariner nell'esplorazione del sistema solare interno, inoltre, l'Outer Planets Working Group esortò la NASA ad attivare un analogo programma per il sistema solare esterno.
Nello stesso anno, il JPL si propose per la costruzione delle sonde, dando seguito alla fase progettuale iniziata nel 1966. Ciascun veicolo, indicato Thermoelectric Outer Planet Spacecraft (TOPS), sarebbe stato equipaggiato con quattro generatori termoelettrici a radioisotopi, un'antenna ad alto guadagno di 4,3 m di diametro e con un computer in grado di eseguire procedure di auto-diagnostica e riparazioni di eventuali guasti (indicato come Self-Testing and Repair, STAR), il cui prototipo aveva però dimensioni enormi. Per la sola fase di sviluppo, soprattutto a causa del computer STAR, era stimata una spesa di 17,5 milioni di dollari; il costo finale della missione avrebbe potuto superare il miliardo di dollari.
Dalla riunione estiva dello Space Science Board nel 1969 giunse, infine, il sostegno che convinse la NASA ad avanzare una richiesta di finanziamento, per l'anno fiscale 1971, per quattro sonde TOPS, che avrebbero condotto le due missioni proposte dall'Outer Planets Working Group. Tuttavia, la Presidenza Nixon introdusse, nel bilancio dell'agenzia spaziale per quello stesso anno, un taglio di 75 milioni di dollari, molti dei quali ricaddero sulla missione. La NASA cercò allora il supporto della comunità scientifica e si rivolse nuovamente allo Space Science Board nel 1970, che però produsse documenti contrastanti: mentre un comitato esecutivo diretto da Herbert Friedman consigliò di concentrare gli sforzi su Giove, il gruppo di lavoro sull'esplorazione planetaria (Planetary Exploration Working Group) raccomandò di non perdere l'occasione rappresentata dal Grand Tour.
Nel confronto che ne seguì nella comunità scientifica e nel Congresso, la missione entrò in competizione per i finanziamenti con gli sforamenti nel bilancio del Programma Viking e con i progetti di costruzione di un telescopio spaziale e dello Space Shuttle. Ne derivò la percezione che le sonde TOPS fossero troppo costose e la NASA fu invitata a presentare una proposta meno ambiziosa. Con il supporto dello Space Science Board riunitosi nell'estate del 1971, nel dicembre dello stesso anno l'amministratore della NASA James C. Fletcher presentò la richiesta di finanziamento per l'anno fiscale 1973 della meno costosa Mariner Jupiter-Saturn, cui il Congresso accordò 360 milioni di dollari.

### Mariner Jupiter-Saturn
Il Programma prevedeva il lancio di due sonde identiche nel 1977, che avrebbero sorvolato Giove ed utilizzato la spinta gravitazionale del pianeta per raggiungere Saturno. Lo sviluppo e la costruzione delle sonde furono assegnati al Jet Propulsion Laboratory (JPL), con Harris M. Schurmeier quale Project manager.
Le sonde sarebbero state lanciate utilizzando le finestre di lancio del Grand Tour; il Grand Tour rimaneva quindi ancora nelle possibilità della missione, se fossero cambiate successivamente le condizioni e se le sonde fossero state in grado di funzionare per gli anni necessari a completarlo. Ai progettisti del JPL fu quindi ufficiosamente richiesto di adottare delle soluzioni che avrebbero permesso di utilizzare le sonde per esplorare anche Urano e Nettuno.
Nel 1973 esistevano ancora molte incertezze sugli ostacoli che le due sonde avrebbero potuto incontrare nell'attraversare una regione del sistema solare che non era ancora stata esplorata. Alcuni studiosi, ad esempio, ritenevano che gli asteroidi della fascia principale fossero così numerosi da impedirne un attraversamento incolume per un veicolo spaziale. Così le sonde Pioneer 10 e 11, lanciate rispettivamente il 2 marzo 1972 e il 5 aprile 1973 nell'ambito del Programma Pioneer che l'Ames Research Center dirigeva per la NASA, fecero da vere e proprie apripista per le sonde Voyager e, in alcune occasioni, si preferì sacrificare il ritorno scientifico che si sarebbe potuto ottenere dalle due missioni per saggiare le traiettorie che le sonde Voyager avrebbero successivamente percorso nei sistemi di Giove e di Saturno. D'altra parte, le scoperte che le Pioneer fecero nell'esplorazione dei due giganti gassosi guidarono la selezione degli strumenti di cui le due Voyager sarebbero state dotate.
Altri 7 milioni di dollari stanziati dal Congresso permisero, tra le altre cose, di sviluppare un computer riprogrammabile, che fu fondamentale per il successo della missione. Furono selezionati undici strumenti e per ciascuno di essi la responsabilità della progettazione e costruzione fu assegnata ad un principal investigator, la maggior parte dei quali provenienti dal Goddard Space Flight Center.
In ultimo, la NASA scelse di cambiare nome alle due missioni che avevano di gran lunga superato la semplice progettazione delle precedenti missioni Mariner. Fu così indetto un concorso dal quale provenne il nome Voyager. Tuttavia, la decisione fu comunicata solo nel marzo del 1977, ormai in prossimità del lancio, e generò confusione nella denominazione delle due sonde, che appariranno come Voyager 1 e 2, Mariner 11 e 12 e, anche, Voyager 11 e 12.

## Le sonde spaziali Voyager
Le sonde Voyager hanno massa 773 kg, di cui 105 kg sono strumenti scientifici. Le due identiche sonde Voyager sono sistemi stabilizzati su tre assi.

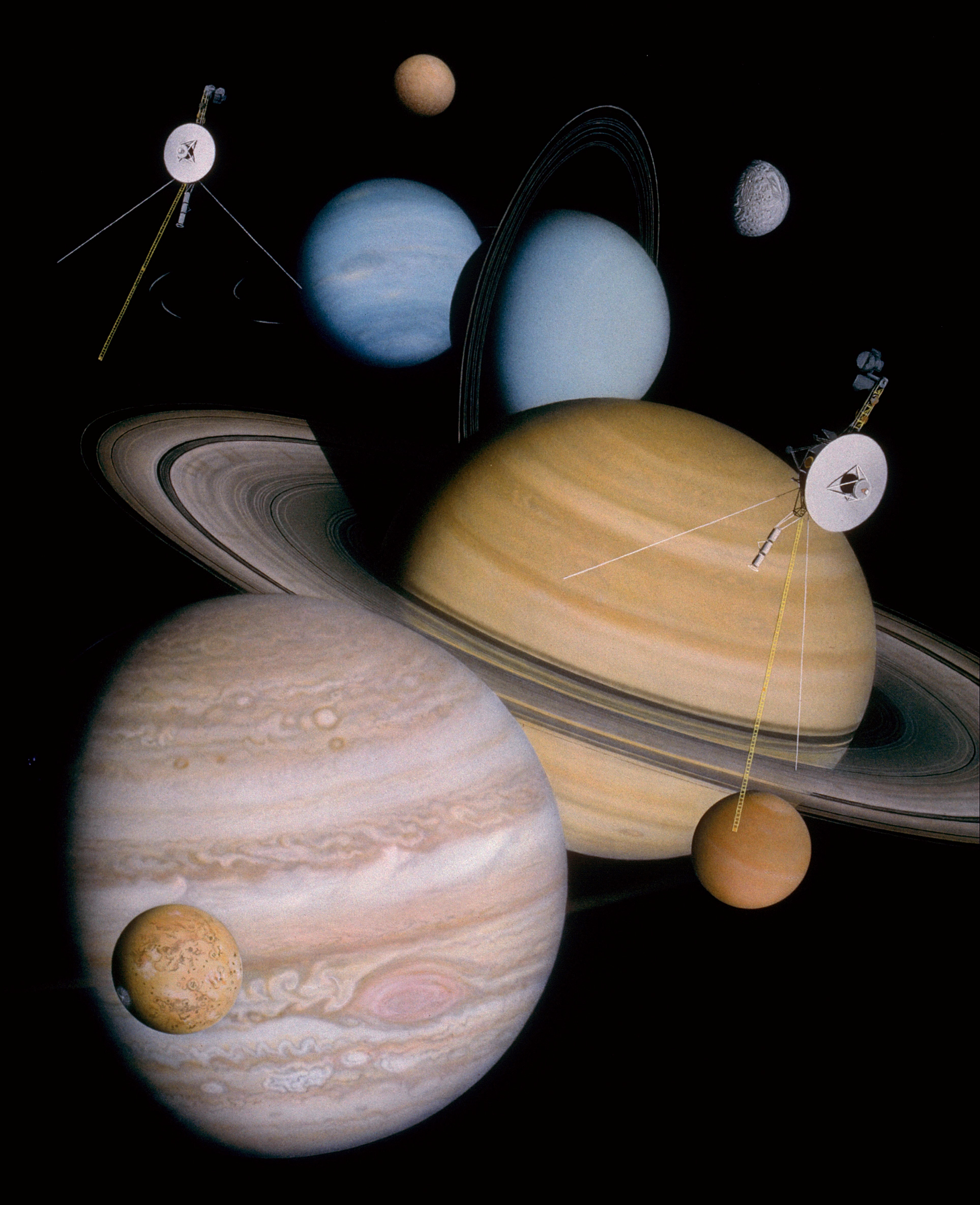
I pianeti e satelliti visitati dalle Voyager

### Computer
Le Voyager dispongono di tre microprocessori dotati di 69 KB di RAM. I dati sono gestiti dal Flight Data Subsystem (FDS, Sottosistema dei dati di volo) e da un singolo registratore a nastro (DTR) ad otto tracce. L'FDS coordina le operazioni dei vari strumenti, raccoglie dati ingegneristici e scientifici e li prepara per la trasmissione a Terra. Il DTR è utilizzato per registrare dati ad alta velocità dal Plasma Wave Subsystem (PWS). I dati contenuti sul nastro sono mandati a Terra ogni sei mesi. Il Computer Command Subsystem (CCS, sottosistema del computer di comando) fornisce funzioni di controllo e di coordinazione. Il CCS contiene routine fisse, come la decodifica dei comandi e cosa fare in caso di errori. L'Attitude and Articulation Control Subsystem (AACS, Sottosistema di controllo dell'orientamento e dei bracci meccanici) controlla l'orientamento della sonda, mantiene il puntamento preciso dell'antenna ad alto guadagno verso la Terra, controlla le manovre di orientamento e posiziona le piattaforme con gli strumenti.

### Comunicazioni
La comunicazione verso la sonda è effettuata in banda S a 16 bit per secondo, mentre un trasmettitore in banda X rimanda a Terra i dati rilevati a 160 bit/s, con punte di 1,4 kBit/s per i dati ad alta velocità del PWS. Tutti i dati sono trasmessi e ricevuti tramite l'antenna ad alto guadagno di 3,7 metri di diametro della potenza di 23 W.

### Fotocamere
L'Imaging Science Subsystem (ISS), costituito da fotocamere con un grandangolare ed un teleobiettivo, è una versione modificata di fotocamere Vidicon a scansione lenta che è stata utilizzata nei voli Mariner. L'ISS consiste quindi in due telecamere, ciascuna con otto filtri, ognuno montato su ghiera asservita e controllabile, davanti alla Vidicon. Il grandangolare ha una lunghezza focale di 200 mm, con un'apertura di f/3, mentre l'altro ha una lunghezza focale di 1500 mm con una apertura di f/8.5.

### Strumenti scientifici
- Imaging Science System (ISS) – Ha utilizzato un sistema formato da 2 telecamere (a stretto campo e a largo campo) per acquisire immagini di Giove, Saturno e altri oggetti nella traiettoria.
- Radio Science System (RSS) – Ha utilizzato il sistema di telecomunicazioni della sonda per determinare le proprietà fisiche dei pianeti e dei satelliti (ionosfere, atmosfere, masse, campi gravitazionali, densità), l'ammonto e grandezza della distribuzione dei materiali negli anelli di Saturno e le dimensioni di questi
- Infrared Interferometer Spectrometer (IRIS) – Ha investigato sulla composizione atmosferica di pianeti e satelliti.
- Ultraviolet Spectrometer (UVS) – Ha misurato le proprietà atmosferiche e la radiazione
- Triaxial Fluxgate Magnetometer (MAG) – Ha investigato sui campi magnetici di Saturno e Giove e l'interazione del vento solare e del campo magnetico interplanetari con il vento solare e il campo magnetico interstellari
- Plasma Spectrometer (PLS) – Ha investigato sulle proprietà macroscopiche degli ioni al plasma e sugli elettroni nel campo elettrico da 5 eV a 1 keV
- Low Energy Charged Particle Instrument (LECP) – Ha misurato le differenze nei flussi di energia e la distribuzione angolare di ioni ed elettroni e le differenze nella composizione degli ioni carichi
- Cosmic Ray System (CRS) – Determina l'origine e i processi di accelerazione, la storia della vita e il contributo dinamico dei raggi cosmici interstellari, la nucleo-sintesi degli elementi nelle fonti di raggi cosmici, il comportamento di questi nello spazio interstellare medio e l'ambiente delle particelle energetiche planetarie intrappolate
- Planetary Radio Astronomy Investigation (PRA) – Ha utilizzato un ricevitore radio a frequenza spazzata per lo studio dei segnali radio e delle emissioni di Giove e Saturno.
- Photopolarimeter System (PPS) – Ha utilizzato un telescopio Cassegrain di tipo Dahl-Kirkham da 6 pollici e f/1.4 con una rotella contenente 5 analizzatori da 0,60 , 120 , 45 e 135 gradi e un'altra con 8 bande spettrali con una copertura da 2350 a 7500A per raccogliere informazioni sulla composizione dei giganti gassosi, sulle proprietà della dispersione atmosferica e sulla densità di questi pianeti
- Plasma Wave System (PWS) – Fornisce continue misurazioni indipendenti dei profili della densità degli elettroni di Giove e Saturno e informazioni basilari sull'interazione locale delle onde di particelle, utile nello studio delle magnetosfere

### Alimentazione
La corrente elettrica necessaria al funzionamento della sonda e degli strumenti è fornita da tre generatori termoelettrici a radioisotopi (RTG). Attualmente essi forniscono circa 285 Watt a ogni sonda. I generatori termoelettrici a radioisotopi sono alimentati da plutonio e al momento del lancio fornivano circa 470 Watt di potenza a 30 volt DC. Il plutonio-238 è radioattivo, e decade con un'emivita di circa 85 anni, perciò gli RTG che lo usano perdono un fattore {\displaystyle 1-{\sqrt[{85}]{0.5}}}, circa lo 0,81%, di potenza ogni anno. Dopo 23 anni dal lancio, questi RTG potrebbero fornire circa 390 Watt, circa l'83% della potenza iniziale. Dato che le termocoppie usate per convertire l'energia termica in energia elettrica si degradano anch'esse, all'inizio del 2001 la potenza elettrica disponibile per il Voyager 1 era di 315 Watt, e di 319 per il Voyager 2. La potenza disponibile è comunque maggiore di quanto previsto teoricamente prima del lancio.

## Voyager Interstellar Mission (VIM)

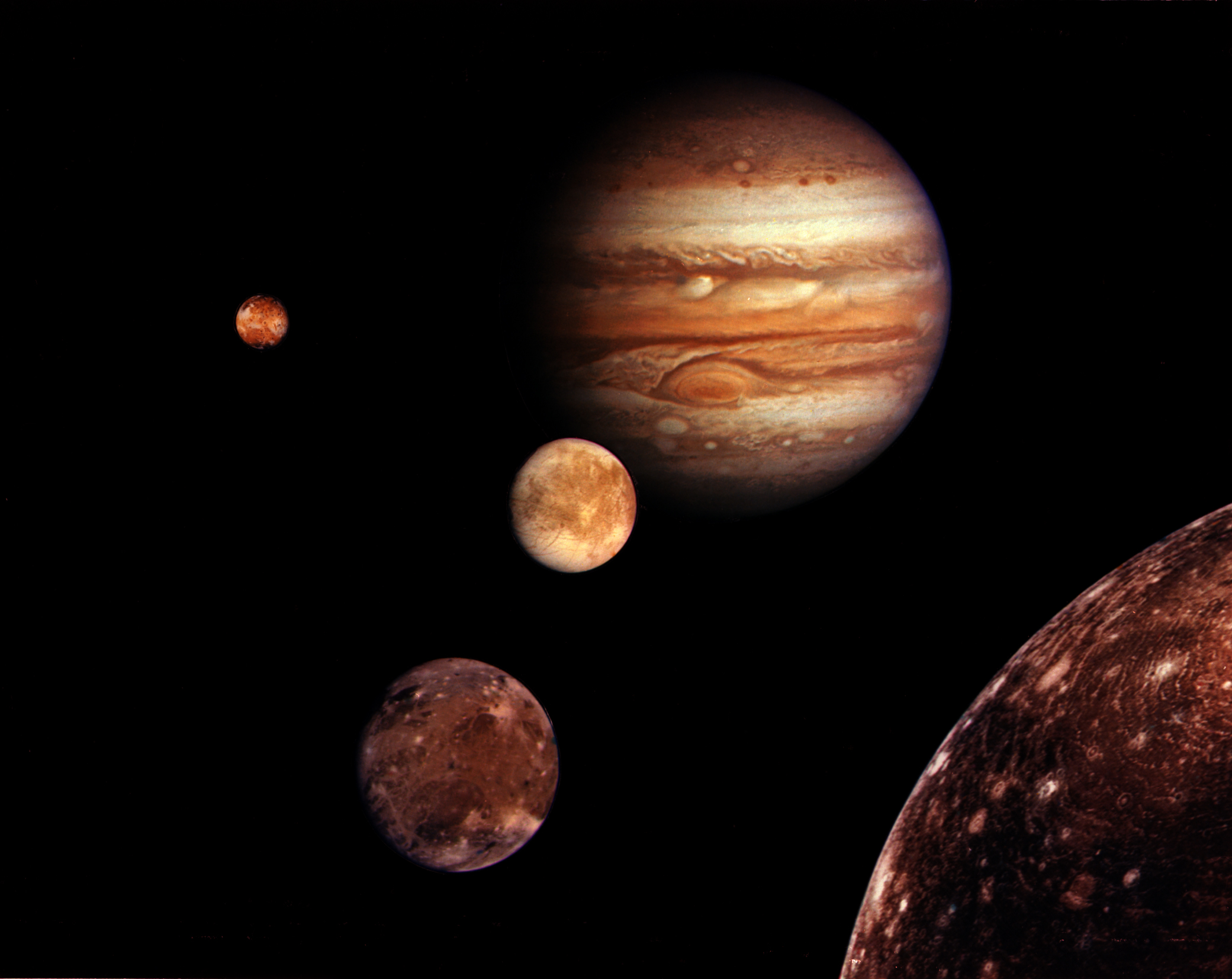
Rielaborazione delle immagini di Giove e delle sue lune riprese dalla Voyager 1. In alto a sinistra Io, al centro Europa, sotto Ganimede e a destra Callisto.

La missione primaria delle Voyager è stata completata nel 1989, con il passaggio ravvicinato di Nettuno della Voyager 2. La Voyager Interstellar Mission (VIM) è un'estensione della missione, che ha avuto inizio quando i due veicoli spaziali erano già in volo da oltre 12 anni. La Divisione Eliofisica del NASA Science Mission Directorate ha condotto una Heliophysics Senior Review nel 2008. L'analisi ha rilevato che la VIM "è una missione che è assolutamente da continuare", e che il finanziamento VIM " è vicino al livello ottimale ed è garantito dal finanziamento e miglioramento del DSN (Deep Space Network)".
Alla data attuale, le piattaforme di scansione delle Voyager, insieme a tutti gli strumenti della piattaforma, non sono più alimentate. Lo spettrometro a raggi ultravioletti (UVS) della Voyager 1 è stato attivo fino al 2003, quando è stato disattivato. Le operazioni giroscopiche si sono concluse nel 2015 per la Voyager 2 e nel 2016 per la Voyager 1. I giroscopi sono utilizzati per ruotare la sonda di 360 gradi sei volte all'anno per misurare il campo magnetico della sonda, che viene poi sottratto dai dati scientifici del magnetometro.
Le due sonde sono ancora in grado di operare e di mandare alla Terra dati scientifici. Entrambi i veicoli spaziali dispongono di energia elettrica e propellente per il controllo dell'assetto adeguati per continuare a funzionare fino al 2025 circa, dopodiché potrebbe non esserci più energia elettrica per supportare il funzionamento degli strumenti scientifici, e a quel punto il supporto alle missioni cesserebbe definitivamente.

## Nella cultura di massa
- Il nome Voyager compare nella fantascienza, in un episodio della seria televisiva Spazio 1999 intitolato Il ritorno del Voyager (1975). Lanciata nella finzione nel 1985, otto anni dopo quella reale, si tratta di una sonda avveniristica atta al viaggio interstellare, sostanzialmente diversa dall'omonima.
- In Star Trek (1979), primo film dell'omonima saga fantascientifica, la misteriosa e potente entità che minaccia l'umanità e che si nomina "V'ger", si scopre essere una Voyager, e più precisamente la numero 6 (mai esistita nella realtà), lanciata secoli prima dalla Terra e tornata a casa per conoscere a tutti i costi il suo creatore.